# Benny Goodman
Benjamin David Goodman (Chicago, 30 de maig de 1909 - Nova York, 13 de juny de 1986), Benny Goodman, fou un clarinetista i director de jazz estatunidenc. Conegut com El rei del swing, és, juntament amb Glenn Miller i Count Basie, el màxim representant d'aquest estil de jazz. Director d'una de les big band més populars de la seva època, desenvolupà sobretot la varietat més suau del gènere, la de les sweet bands, i fou l'iniciador de la coneguda era del swing. Una de les seves cançons més famoses és, per exemple, "Sing, sing, sing (with a swing)", emprada en moltes bandes sonores, obres de teatre i musicals, a més d'ésser una de les cançons destacades entre les millors pels Grammy.

## Començaments de la seva carrera
Goodman, novè de dotze germans i fill d'emigrants jueus procedents de Polònia, va néixer en Chicago, on vivien al barri Maxwell Street. El seu pare, David Goodman, era sastre procedent de Varsòvia, la seva mare Daura Rezinski, era de Kaunas. Els seus pares es van conèixer en Baltimore, Maryland i es van traslladar a Chicago abans que naixés Benny. Va començar a tocar el clarinet a l'edat de deu anys en la sinagoga, després del que es va unir a una banda local. Va fer el seu debut professional als dotze anys i va abandonar l'escola als catorze per fer-se músic professional.
Als 16 anys, a l'agost de 1925, es va unir a la banda de Ben Pollack, amb la qual va fer els seus primers enregistraments al desembre de 1926. Els seus primers enregistraments sota el seu propi nom les va realitzar el gener de 1928. Als 20 anys, al setembre de 1929, va abandonar a Pollack per dirigir-se a Nova York on va treballar com a músic independent, treballant en sessions d'enregistrament, espectacles radiofònics i en les orquestres dels musicals de Broadway. Va fer també enregistraments sota el seu propi nom amb orquestres llogades, aconseguint grans èxits amb "He's Not Worth Your Tears" (cantada per Scrappy Lambert) en Melotone Records el gener de 1931. Va signar amb Columbia Records en l'hivern de 1934 i va aconseguir el top ten al començament de 1934 amb "Ain't Cha Glad?" (cantada per Jack Teagarden), "Riffin' the Scotch" (cantada per Billie Holiday) i "Ol' Pappy" (cantada per Mildred Bailey), i a la primavera amb "I Ain't Lazy, I'm Just Dreamin'" (cantada per Jack Teagarden).